# Edward Robinson

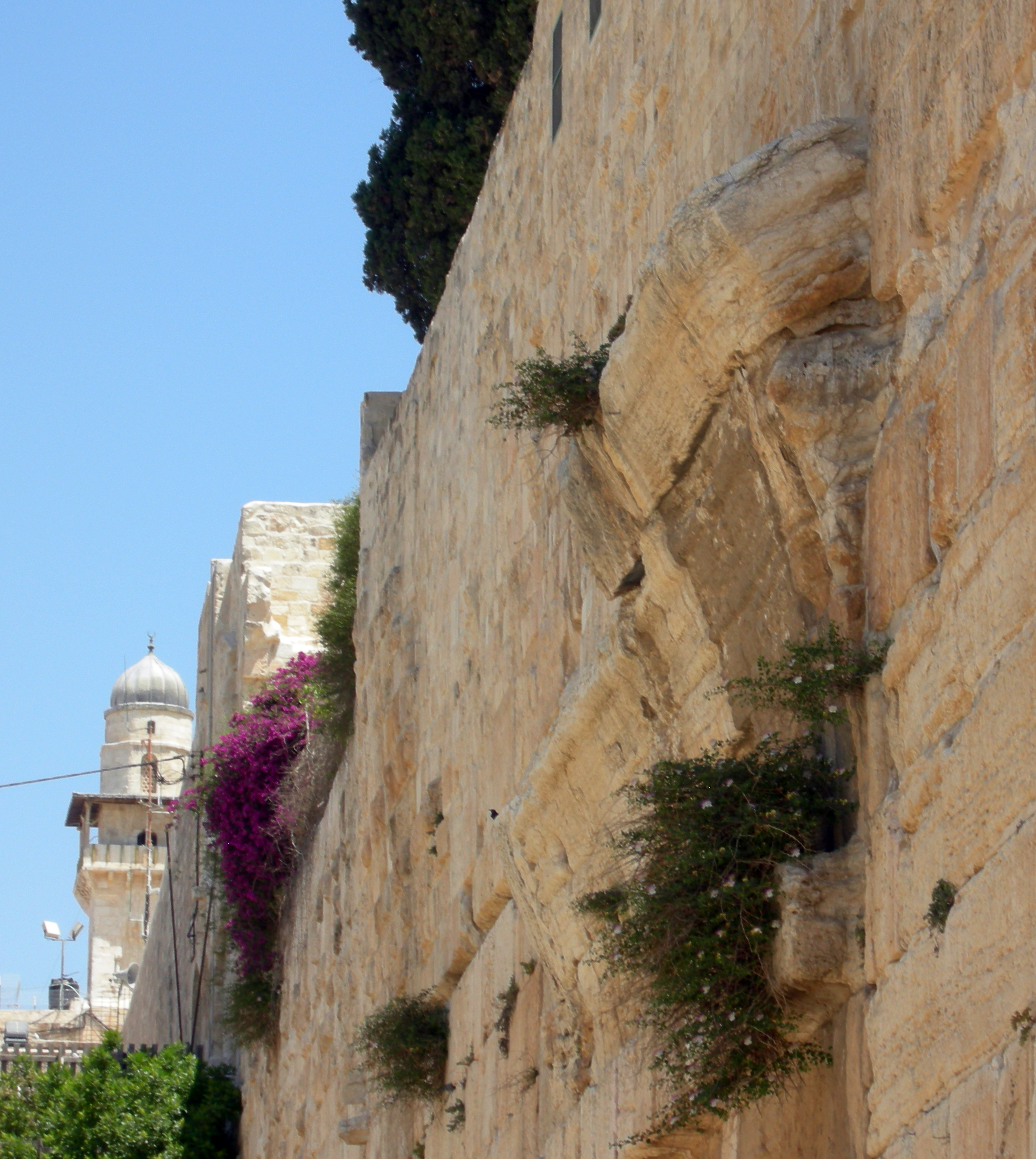
Robinson's Arch

Edward Robinson, född 10 april 1794 i Southington i Connecticut, död 27 januari 1863 i New York, var en amerikansk teolog.
Robinson blev efter vidsträckta resor och studier vid flera utländska universitet 1830 extraordinarie teologie professor och bibliotekarie vid teologiska seminariet i Andover i Massachusetts. Där började han utge en teologisk tidskrift, Biblical repository, som emellertid 1851 uppgick i den av Robison jämte professorerna Edwards, Park och Taylor redigerade Bibliotheca sacra.
Av hälsoskäl tog han avsked från sin lärarbefattning 1833, författade flera vetenskapligt teologiska arbeten, bland vilka hans grekisk-engelska ordbok till nya testamentet (1836) äger bestående värde, mottog 1837 kallelse till en teologie professur vid det presbyterianska universitetsseminariet i New York, dock med förbehåll, att han före tillträdet av denna plats skulle få ägna några år åt en forskningsresa i Heliga landet.
Frukten av denna resa blev hans epokgörande Biblical researches of Palestine (utg. samtidigt i England och Amerika samt i en av Robinson ombesörjd tysk översättning 1841), ett arbete, som förskaffade sin författare teologie doktorsvärdigheten 1842 av universitetet i Halle samt jurisdoktorsdiplom av Yale College i New Haven 1844.
Efter en andra resa i Palestina 1852 framlade han forskningsresultaten av denna resa i Later biblical researches (1856), som upptogs i den 3:e upplagan av nyssnämnda arbete (1867). Efter Robinsons död utkom hans Physical geography of the Holy land (1865). Biografi av H. B. Smith och Hitchcock (1863).